# Kuju
Kuju là một thị trấn thống kê (census town) của quận Hazaribag thuộc bang Jharkhand, Ấn Độ.

## Địa lý
Kuju có vị trí 23°43′B 85°30′Đ / 23,72°B 85,5°Đ Nó có độ cao trung bình là 426 mét (1397 feet).

## Nhân khẩu
Theo điều tra dân số năm 2001 của Ấn Độ, Kuju có dân số 18.049 người. Phái nam chiếm 54% tổng số dân và phái nữ chiếm 46%. Kuju có tỷ lệ 60% biết đọc biết viết, cao hơn tỷ lệ trung bình toàn quốc là 59,5%: tỷ lệ cho phái nam là 69%, và tỷ lệ cho phái nữ là 50%. Tại Kuju, 15% dân số nhỏ hơn 6 tuổi.